# Michael Frolík
Michael Frolík [ˈmɪxaɛl ˈfroliːk] (* 17. Februar 1988 in Kladno, Tschechoslowakei) ist ein tschechischer Eishockeyspieler, der zuletzt bis zum Ende der Saison 2023/24 bei den Rytíři Kladno aus der tschechischen Extraliga unter Vertrag gestanden und dort auf der Position des Centers gespielt hat. Im Jahr 2013 gewann Frolík, der zwischen 2008 und 2021 über 900 Spiele in der National Hockey League (NHL) absolvierte, mit den Chicago Blackhawks den Stanley Cup.

## Karriere

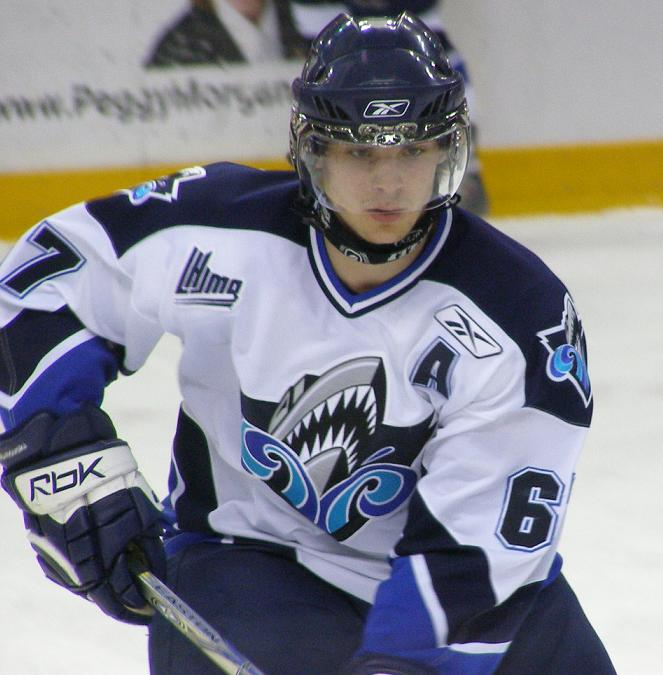
Frolík im Trikot der Océanic de Rimouski (2008)

Frolík begann seine Karriere beim HC Rabat Kladno, bei dem er alle Nachwuchsmannschaften durchlief und ab 2002 in der U18-Extraliga spielte. In der Saison 2004/05 gab er sein Debüt in der Extraliga, spielte aber auch weiter für die Junioren des Vereins. In der folgenden Saison gehörte er fest zum Profi-Kader und spielte zu Saisonbeginn in der ersten Reihe. Aufgrund der gezeigten Leistungen wurde er beim NHL Entry Draft 2006 als zehnter in der ersten Runde von den Florida Panthers ausgewählt.
In Kladno erhielt Frolík den Spitznamen „Baby Jágr“ von seinen Mannschaftskameraden, da sowohl sein Spielstil als auch sein Aussehen an Jaromír Jágr erinnert, der ebenfalls für Kladno spielte. Darüber hinaus bezeichnet Frolík Jaromír Jágr als sein Vorbild. Ab der Saison 2006/07 spielte Frolík für Océanic de Rimouski in der Ligue de hockey junior majeur du Québec und wurde am Ende der Saison in das „All Rookie Team“ der QMJHL gewählt. Nach der Spielzeit 2007/08 nahm er am Trainingslager der Florida Panthers teil und schaffte den Sprung in den NHL-Kader der Panthers. Am 11. Oktober 2008 gab er sein NHL-Debüt für Florida. Im Februar 2011 wurde Frolík in einem Tauschgeschäft an die Chicago Blackhawks abgegeben. Am 15. Juli 2011 unterzeichnete er einen neuen Kontrakt mit drei Jahren Laufzeit bei den Blackhawks.
Aufgrund des Lockouts in der NHL spielte er im Herbst 2012 in der tschechischen Tippsport Extraliga bei den Piráti Chomutov. Ende Juni 2013 wurde er im Austausch für ein Drittrunden- und Fünftrunden-Wahlrecht im NHL Entry Draft 2013 zu den Winnipeg Jets transferiert. Nach zwei Jahren in Winnipeg unterzeichnete Frolík im Juli 2015 einen Fünfjahresvertrag bei den Calgary Flames. In seinem letzten Vertragsjahr wurde er jedoch im Januar 2020 im Tausch für ein Viertrunden-Wahlrecht im NHL Entry Draft 2020 an die Buffalo Sabres abgegeben. Dort beendete er die Spielzeit 2019/20, ehe sein auslaufender Vertrag nicht verlängert wurde und er sich im Dezember 2020 als Free Agent den Canadiens de Montréal anschloss.
Im Oktober 2021 kehrte der Tscheche nach 15 Jahren in Nordamerika wieder dauerhaft nach Europa zurück, als er einen Vertrag beim Lausanne HC aus der Schweizer National League unterschrieb. Dort war er eine Saison aktiv, ehe wieder in seine tschechische Heimat zurückkehrte, wo er sich für ein Jahr den Bílí Tygři Liberec anschloss. Die Spielzeit 2023/24 verbrachte der Stürmer bei deren Ligakonkurrenten Rytíři Kladno.

### International
Früh in seiner Karriere wurde Michael Frolík in die Auswahlmannschaften der tschechischen Republik berufen. Bei der U18-Junioren-Weltmeisterschaft 2004 gewann er die Bronzemedaille, ein Jahr später bei der U20-Junioren-Weltmeisterschaft 2005 gewann er mit der U20-Auswahl erneut eine Bronzemedaille. Bei der U18-Junioren-Weltmeisterschaft 2006 gewann er erneut die Bronzemedaille. Dasselbe gelang Frolík mit der Seniorenauswahl bei den Weltmeisterschaften 2011 und 2012, als er fünf bzw. drei Punkte zum jeweiligen Bronzemedaillengewinn der tschechischen Auswahl beisteuerte.
Bei Olympia debütierte Frolík bei den Winterspielen 2014 in Sotschi und vertrat sein Heimatland außerdem beim World Cup of Hockey 2016. Des Weiteren nahm der Stürmer an der Weltmeisterschaft 2019 und den Olympischen Winterspielen 2022 im chinesischen Peking teil.

## Erfolge und Auszeichnungen
- 2007 LHJMQ All-Rookie-Team
- 2009 Teilnahme am NHL YoungStars Game
- 2013 Stanley-Cup-Gewinn mit den Chicago Blackhawks

### International
| - 2004 Bronzemedaille bei der U18-Junioren-Weltmeisterschaft - 2005 Bronzemedaille bei der U20-Junioren-Weltmeisterschaft - 2006 Bronzemedaille bei der U18-Junioren-Weltmeisterschaft | - 2011 Bronzemedaille bei der Weltmeisterschaft - 2012 Bronzemedaille bei der Weltmeisterschaft |

## Karrierestatistik

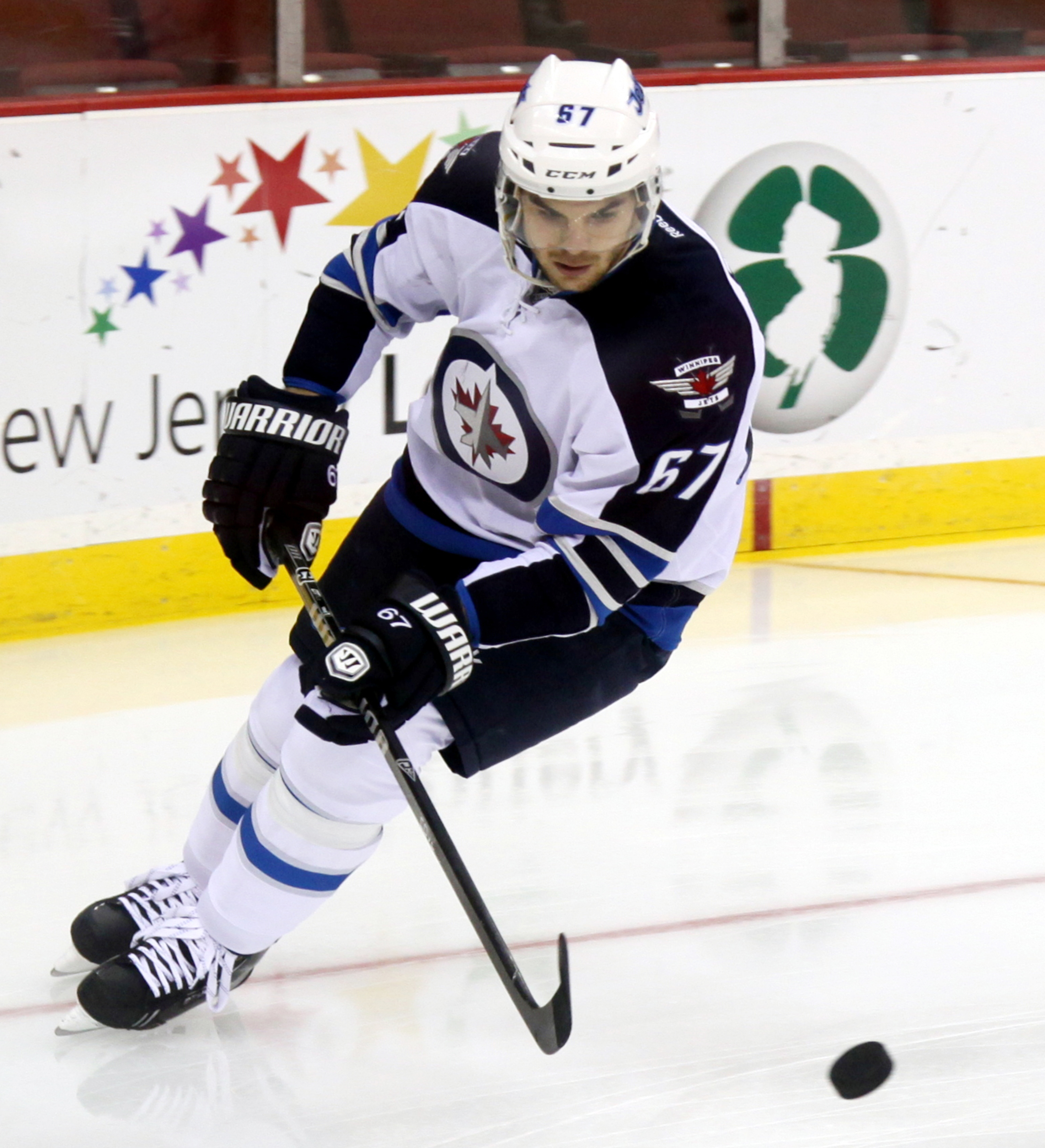
Frolík als Spieler der Winnipeg Jets (2013)

Stand: Ende der Saison 2023/24

### International
Vertrat Tschechien bei:
| - U18-Junioren-Weltmeisterschaft 2004 - U20-Junioren-Weltmeisterschaft 2005 - U18-Junioren-Weltmeisterschaft 2005 - U20-Junioren-Weltmeisterschaft 2006 - U18-Junioren-Weltmeisterschaft 2006 - U20-Junioren-Weltmeisterschaft 2007 - U20-Junioren-Weltmeisterschaft 2008 | - Weltmeisterschaft 2011 - Weltmeisterschaft 2012 - Olympischen Winterspielen 2014 - World Cup of Hockey 2016 - Weltmeisterschaft 2019 - Olympischen Winterspielen 2022 |

(Legende zur Spielerstatistik: Sp oder GP = absolvierte Spiele; T oder G = erzielte Tore; V oder A = erzielte Assists; Pkt oder Pts = erzielte Scorerpunkte; SM oder PIM = erhaltene Strafminuten; +/− = Plus/Minus-Bilanz; PP = erzielte Überzahltore; SH = erzielte Unterzahltore; GW = erzielte Siegtore; 1 Play-downs/Relegation; Kursiv: Statistik nicht vollständig)